# Aberdeen and Rockfish Railroad
| Die AR-Lok Nr. 205 in Aberdeen. |                      |                                                                        |                                                 |
| Die Strecke zwischen Aberdeen und Fayetteville. |                      |                                                                        |                                                 |
| Streckenlänge: | 74 km                |                                                                        |                                                 |
| Spurweite: | 1435 mm (Normalspur) |                                                                        |                                                 |
| Maximale Neigung: | 9 ‰                  |                                                                        |                                                 |
| |                      |                                                                        |                                                 |
| \| \| \| Verbindung zur ACWR nach Norden/ quer zur Aberdeen Subdivision der CSX \| \| \| \| \| \| \| \| \| \| li. nach Hamlet / re. nach South Pines \| \| \| \| \| Beginn der Aberdeen and Rockfish Railroad \| \| \| \| 0,0 \| Aberdeen \| 106 m ü. M. \| \| \| \| Gleisdreieck \| \| \| \| 8,0 \| Ashley Heights \| Ashley Heights \| \| \| 20,1 \| Timberland \| Timberland \| \| \| \| Fayetteville Road 401 \| \| \| \| \| Abzweigung zur Laurinburg and Southern Railroad \| \| \| \| 28,0 \| Raeford \| 80 m ü. M. \| \| \| \| ALPLA Raeford \| \| \| \| \| East Palmer Street \| \| \| \| 31,8 \| Upchurch Siding \| Upchurch Siding \| \| \| 37,0 \| Dundarrach \| Dundarrach \| \| \| \| Tyton NC Biofuels \| \| \| \| \| Rockfish Creek (30 m) \| \| \| \| 48,6 \| Rockfish \| 70 m ü. M. \| \| \| \| Bones Creek \| \| \| \| \| South Raeford Road 401 \| \| \| \| \| Old Raeford Road \| \| \| \| 56,6 \| Cliffdale \| Cliffdale \| \| \| \| Parks Building Supply & Interiors \| \| \| \| \| Beaver Creek (35 m) \| \| \| \| 62,6 \| Skibo \| Skibo \| \| \| \| Buckhead Creek (17 m) \| \| \| \| \| All American Freeway \| \| \| \| \| South End Subdivision der CSX \| \| \| \| \| Gleisdreieck \| \| \| \| \| River Terminal nach 3,3 km \| \| \| \| \| Blounts Creek \| \| \| \| 70,3 \| Fayetteville (North Carolina) \| 32 m ü. M. \| \| \| \| Ende der Aberdeen and Rockfish Railroad \| \| \| \| \| Strecke der NS nach Lillington \| \| \| \| \| \| \| \| Quellen: [1][2] \| \| \| \| |                      |                                                                        |                                                 |
| |                      | Verbindung zur ACWR nach Norden/ quer zur Aberdeen Subdivision der CSX |                                                 |
| |                      |                                                                        |                                                 |
| Kreuzung |                      | li. nach Hamlet / re. nach South Pines                                 | li. nach Hamlet / re. nach South Pines          |
| Wechsel des Eisenbahninfrastrukturunternehmens |                      | Beginn der Aberdeen and Rockfish Railroad                              | Beginn der Aberdeen and Rockfish Railroad       |
| Dienststation / Betriebs- oder Güterbahnhof | 0,0                  | Aberdeen                                                               | 106 m ü. M.                                     |
| Abzweig geradeaus, nach links und von links |                      | Gleisdreieck                                                           | Gleisdreieck                                    |
| Dienststation / Betriebs- oder Güterbahnhof | 8,0                  | Ashley Heights                                                         | Ashley Heights                                  |
| Dienststation / Betriebs- oder Güterbahnhof | 20,1                 | Timberland                                                             | Timberland                                      |
| Strecke mit Straßenbrücke |                      | Fayetteville Road 401                                                  | Fayetteville Road 401                           |
| Abzweig geradeaus und nach rechts |                      | Abzweigung zur Laurinburg and Southern Railroad                        | Abzweigung zur Laurinburg and Southern Railroad |
| Dienststation / Betriebs- oder Güterbahnhof | 28,0                 | Raeford                                                                | 80 m ü. M.                                      |
| Abzweig geradeaus und von rechts |                      | ALPLA Raeford                                                          | ALPLA Raeford                                   |
| Strecke mit Straßenbrücke |                      | East Palmer Street                                                     | East Palmer Street                              |
| Dienststation / Betriebs- oder Güterbahnhof | 31,8                 | Upchurch Siding                                                        | Upchurch Siding                                 |
| Dienststation / Betriebs- oder Güterbahnhof | 37,0                 | Dundarrach                                                             | Dundarrach                                      |
| Abzweig geradeaus und nach rechts |                      | Tyton NC Biofuels                                                      | Tyton NC Biofuels                               |
| Brücke über Wasserlauf |                      | Rockfish Creek (30 m)                                                  | Rockfish Creek (30 m)                           |
| Dienststation / Betriebs- oder Güterbahnhof | 48,6                 | Rockfish                                                               | 70 m ü. M.                                      |
| Brücke über Wasserlauf |                      | Bones Creek                                                            | Bones Creek                                     |
| Strecke mit Straßenbrücke |                      | South Raeford Road 401                                                 | South Raeford Road 401                          |
| Brücke |                      | Old Raeford Road                                                       | Old Raeford Road                                |
| Dienststation / Betriebs- oder Güterbahnhof | 56,6                 | Cliffdale                                                              | Cliffdale                                       |
| Abzweig geradeaus und nach links |                      | Parks Building Supply & Interiors                                      | Parks Building Supply & Interiors               |
| Brücke über Wasserlauf |                      | Beaver Creek (35 m)                                                    | Beaver Creek (35 m)                             |
| Dienststation / Betriebs- oder Güterbahnhof | 62,6                 | Skibo                                                                  | Skibo                                           |
| Brücke über Wasserlauf |                      | Buckhead Creek (17 m)                                                  | Buckhead Creek (17 m)                           |
| Strecke mit Straßenbrücke |                      | All American Freeway                                                   | All American Freeway                            |
| Kreuzung |                      | South End Subdivision der CSX                                          | South End Subdivision der CSX                   |
| Abzweig geradeaus, nach rechts und von rechts |                      | Gleisdreieck                                                           | Gleisdreieck                                    |
| Abzweig geradeaus und von rechts |                      | River Terminal nach 3,3 km                                             | River Terminal nach 3,3 km                      |
| Brücke über Wasserlauf |                      | Blounts Creek                                                          | Blounts Creek                                   |
| Dienststation / Betriebs- oder Güterbahnhof | 70,3                 | Fayetteville (North Carolina)                                          | 32 m ü. M.                                      |
| Wechsel des Eisenbahninfrastrukturunternehmens |                      | Ende der Aberdeen and Rockfish Railroad                                | Ende der Aberdeen and Rockfish Railroad         |
| Strecke |                      | Strecke der NS nach Lillington                                         | Strecke der NS nach Lillington                  |
| |                      |                                                                        |                                                 |
| Quellen: |                      |                                                                        |                                                 |

Die Aberdeen and Rockfish Railroad (AR) ist eine US-amerikanische Class-3-Eisenbahngesellschaft mit Sitz in Aberdeen (North Carolina). Sie betreibt eine 76 Kilometer lange Strecke zwischen Aberdeen und Fayetteville (North Carolina). Diese hat an den beiden Endpunkten Verbindung zur CSX Transportation, zur Aberdeen, Carolina and Western Railway und zur Norfolk Southern Railway.

## Geschichte
1892 gründete John Blue die Aberdeen and Rockfish Railroad Company und plante den Bau einer Bahnstrecke, die von Aberdeen in östliche Richtung durch den Cumberland County und entlang des Rockfish Creek führen sollte. Die Region war geprägt von sanften Hügeln und ausgedehnten Kiefernwäldern. Aus dem Harz der Kiefern gewann die Familie Blue Terpentin. Die Strecke begann in Aberdeen und führte durch die Kiefernplantagen der Familie Blue. Die normalspurigen Gleise wurden mit einem Schienengewicht von 18 Kilogramm/Meter verlegt. Der Betrieb wurde mit kleinen Lokomotiven der Achsfolge 4-4-0 American aufgenommen. Es wurden auch kurze Nebengleise direkt in die Wälder verlegt. 1895 erreichte die Strecke Endon, eine Ansiedlung von mehreren Mühlen, im Quellgebiet des Rockfish Creek. Der Ausbau der Strecke wurde weiter fortgesetzt und so konnte Raeford im Jahr 1898, Dundarrach 1901, die Gemeinde Rockfish 1902, Fenix 1904 und Hope Mills im Jahr 1905 erreicht werden. Die Linie nach Hope Mills hätte eine spätere Verbindung nach Osten zur Hauptlinie der Atlantic Coast Line Railroad (ACL) und zurück zur Seaboard Air Line Railroad ermöglicht. Diese kam jedoch nie zustande.

### 1910er Jahre
Als im Jahr 1912 große Waldgebiete gerodet waren und das Terpentingeschäft nachließ, gab die AR ihre Linie nach Endon auf. Diese Gleise nutzte die Bahn, um eine Abzweigung von Raeford aus in südliche Richtung nach Wagram zu erbauen. Gleichzeitig erstellte die Laurinburg and Southern Railroad eine kurze Strecke südlich und östlich der Aberdeen and Rockfish Railroad, des Weiteren eine Linie nach Norden in Richtung Raeford und Fayetteville, einem der größten Handelszentren im Südosten von North Carolina. Nachdem die Holzbestände weiter abgenommen hatten, begann die AR mit dem Bau einer eigenen Linie von Rockfish in Richtung Fayetteville. Dabei musste die Strecke der ACL gekreuzt werden. Die Linie nach Fayetteville konnte am 23. Dezember 1912 fertiggestellt werden. Dort entstand eine Verbindung zur Norfolk Southern Railway und dadurch zur Landeshauptstadt Raleigh. Nach der Fertigstellung der Strecke nach Fayetteville wurde die Linie von Rockfish nach Hope Mills stillgelegt. Die Orte Aberdeen und Fayetteville waren damals bereits Industriestandorte. Die Region dazwischen war geprägt durch Landwirtschaft. Hier wurden Baumwolle, Pfirsiche, Wassermelonen und Gemüse angebaut. Diese Produkte konnten nun mit der Bahn transportiert werden, dafür gab es alle 2,4 Kilometer Verladegleise. Der Personenverkehr wurde zu dieser Zeit durch einen täglichen Zug gewährleistet, der Aberdeen am Morgen verließ, mittags in Fayetteville ankam und am Abend zurückkehrte. Außerdem verkehrte ein gemischter Zug ab Fayetteville in entgegengesetzte Richtung.

### 1920er Jahre
Nach längeren Verhandlungen verkaufte John Blue im November 1921 die Strecke von Raeford nach Wagram an die Laurinburg and Southern Railroad, denn es wurde Kapital zum Erhalt der eigenen Bahn benötigt. Um die Kosten weiter zu senken, wurde der Dieseltriebwagen „Jitney“ für die Personen- und Postbeförderung angeschafft. Der Bahneigentümer John Blue starb 1922 und hinterließ seinen Kindern die Bahngesellschaft. Will Blue wurde daraufhin Präsident und Vorstandsvorsitzender. Unter seiner Regie wurde eine Verbindung zum Fort Bragg der US-Armee erbaut. Diese Anbindung erwies sich während des Zweiten Weltkriegs als wichtiges Transportmittel für Kriegsgüter und Truppen.

### 1930er Jahre
Während der Wirtschaftskrise 1931 war die Aberdeen and Rockfish Railroad eine der ersten Bahngesellschaften, die Lastwagen erwarb, um einen Transport von der Schiene zum Endabnehmer anzubieten. Drei Jahre später beschloss die Stadt Fayetteville, einen Frachtterminal am Cape Fear River zu erbauen. Daraufhin erstellte die AR ein 2,4 Kilometer langes Verbindungsgleis zum Terminal. Nun hatte die Bahn auch die Anbindung an einen Wasserweg. Vom Fluss konnten jetzt Erdölprodukte ins Landesinnere transportiert werden. Als sich Ende der 1930er Jahre der Zweite Weltkrieg abzeichnete, stieg das Transportvolumen wieder stark an, denn es mussten große Mengen von Kriegsmaterial und Soldaten befördert werden. Gleichzeitig wurde das Fort Bragg erweitert und ein Großteil der Materialien für die neuen Gebäude und Renovierungen wurden von der AR angeliefert. Zu dieser Zeit waren bis zu fünf Dampflokomotiven gleichzeitig in Betrieb, um die Truppenbewegungen mit bis zu 20-Wagen-Zügen zu ermöglichen. Diese Züge wurden teilweise auch doppelt über die Hügel des Cumberland County geführt. Der verschlafene Bahnhof von Raeford, der zuvor mit dem schwindenden Personenverkehr zu kämpfen hatte, wurde nun zur Raststätte für Soldaten ausgebaut. Um den steigenden Anforderungen gerecht zu werden, kaufte die Bahngesellschaft 1938 neue Lokomotiven und weiteres Rollmaterial, erhielt dafür aber keine Unterstützung von der United States Railroad Administration. Wegen der hohen Anforderungen verschlechterten sich die Gleise stetig, und es kam zu Entgleisungen und Schäden am Rollmaterial. Gleichzeitig mangelte es auch an Arbeitskräften und der Kundenservice verschlechterte sich.

### 1940er – 60er Jahre
Zur Verbesserung der Gleise wurden ab 1940 Schienen mit einer Meterlast von 36 Kilogramm verlegt. Außerdem wurde in Skibo für 20.000 US-Dollar eine Gleisanlage mit einem Fassungsvermögen von 100 Güterwagen erbaut. Dies führte zu einer neuen Blüte der Aberdeen and Rockfish Railroad. Bis Kriegsende konnten über eine Million Soldaten befördert werden.
Mit Ausnahme der Truppentransporte nach Fort Bragg, die bis in die 1960er Jahre andauerten, wurde der Personenverkehr 1950 eingestellt und der Triebwagen „Jitney“ außer Dienst gestellt.

### 1980er – 2000er Jahre
Im Jahr 1987 wurde Ed Lewis zum Präsidenten der Aberdeen and Rockfish Railroad ernannt, denn er hatte schon Erfahrungen mit der Leitung von Kurzstrecken- und Touristikbahnen. Darunter die Strasburg Railroad, die Lamoille Valley Railroad in Vermont und die Twin State Railroad. Im Oktober 1987 wurde die Pee Dee River Railway als Tochterunternehmen der AR gegründet. Sie übernahm den Betrieb einer 37 Kilometer lange Bahnstrecke zwischen McColl und Marlboro direkt hinter der Grenze in South Carolina. Der Marlboro County hatte die Strecke zuvor erworben, nachdem die CSX Transportation sie aufgegeben hatte und verpachtete sie an die neu gegründete Bahngesellschaft. Im Dezember 1987 erwarb die AR auch eine 9 Kilometer lange Strecke der Durham and Southern Railway, südlich von Erwin. Damals war die Strecke eine wichtige Verbindung zur Denim-Jeans-Fabrik in Erwin. Nach der Schließung der Textilfabrik wurde die Strecke dann wieder aufgegeben. Das Unternehmen feierte 1992 sein 100-jähriges Bestehen. Ende 2007 übernahm Paul Barnes die Leitung des Unternehmens.

### Die Neuzeit
Heute tauscht die Aberdeen and Rockfish Railroad in Aberdeen und Fayetteville Güterwagen mit der CSX Transportation und der Norfolk Southern Railway. Sie überführt diese zu diversen Unternehmen in der Region. Darunter zum Beispiel: Hexion Chemicals und River Terminal. Die Bahn verfügt über ein großes Zwischenlager für Waren in Fayetteville und die Möglichkeit zur sicheren Lagerung von Güterwagen. Transportiert werden heute unter anderem Baustoffe, Chemikalien, Düngemittel, Gas, Holzprodukte, Kunststoffe und Metall.

## Fahrzeuge

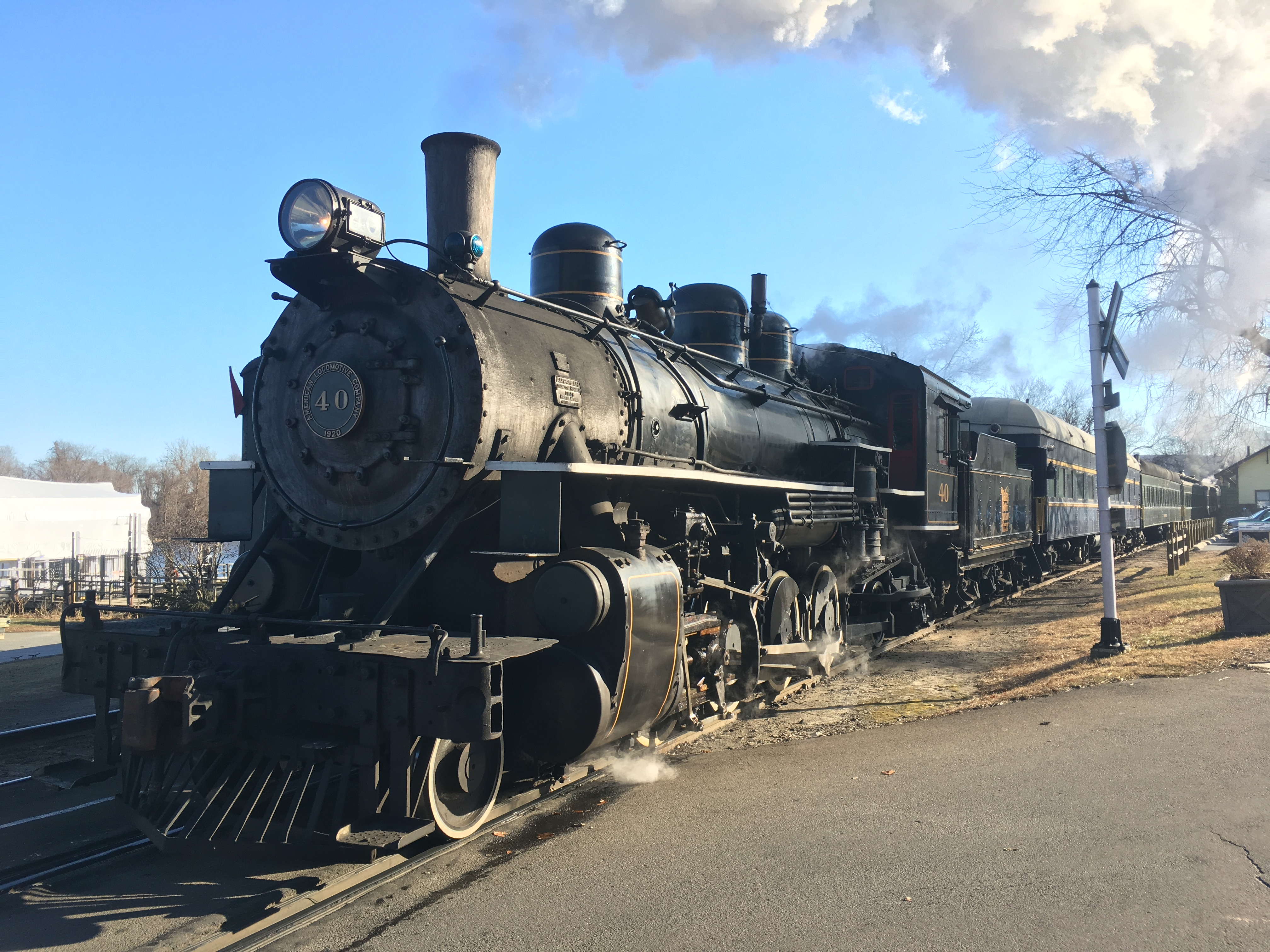
Lok Nr. 40 bei der Valley Railroad.

### Dampflokomotiven
In der Anfangszeit wurde der Bahnbetrieb mit den verschiedensten Dampflokomotiven abgewickelt. Darunter mit folgenden Achsfolgen: 2-4-0, 4-4-0 und 4-6-0. In den 1920er Jahren trugen vier leichte Loks, mit den Achsfolgen 2-8-2 und eine mit der Folge 2-8-0, die Hauptlast des Verkehrs. Bis 1977 verfügte die Bahn noch über eine Dampflokomotive, die Mikado Nr. 40. Die Lok wurde für lokale Sonderfahrten eingesetzt. Danach wurde sie an die Valley Railroad (Connecticut) verkauft, Lok und Tender wurden auf zwei Flachwagen verladen und dann nach Norden transportiert. Dort ist die Lok heute noch im Einsatz.

### Diesellokomotiven

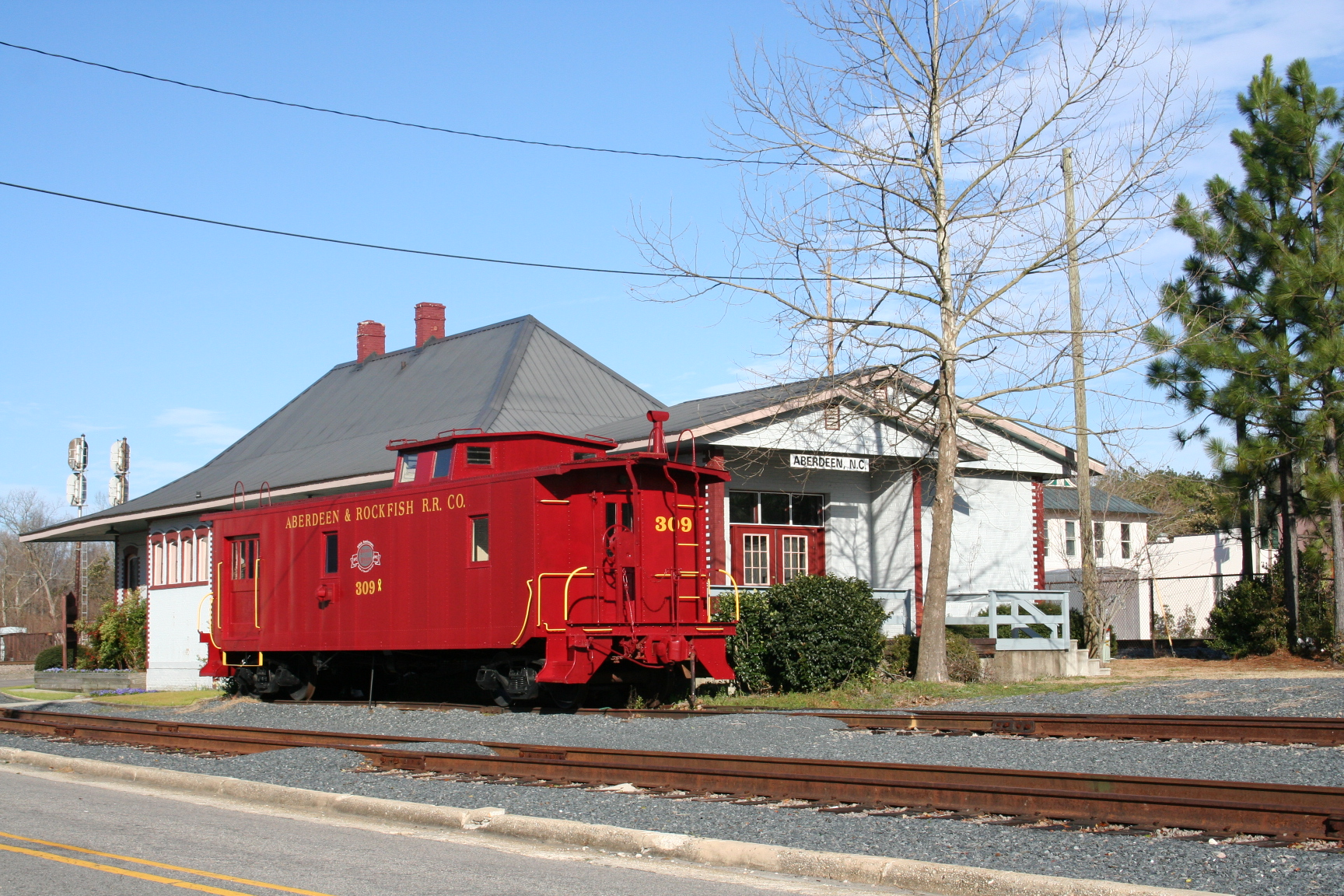
Der Caboose Nr. 309 im Bahnhof Aberdeen.

Ab 1947 beschaffte die Bahn, als eine der ersten Kurzstreckenbahnen im Süden, ihre erste Diesellokomotive, eine EMD F3 mit der Betriebsnummer 200. 1948 folgte die EMD F3-Lok mit der Nr. 201. Später wurden die EMD Modelle GP7 Nr. 205, GP18 Nr. 300 und GP38 Nr. 400 erworben. Die Loks sind teilweise heute noch erhalten und auf der Strecke und im Rangierdienst im Einsatz.

### Güterwagen
Aktuell setzte die AR eine Flotte von Güterwagen ein, die in einer hellblauen Lackierung mit oranger Beschriftung versehen sind.
| Lokomotiven               |                             |                     |      |                |              | |
| Betriebs-Nr.              | Hersteller                  | Achsfolge/Modell    | kW   | Baujahr        | Seriennummer | Bemerkung |
| Dampflokomotiven Auswahl  |                             |                     |      |                |              | |
| 30                        | Baldwin Locomotive Works    | 2-8-2 Mikado        |      | Juli 1921      | 54407        | Ehem. Sewell Valley Railroad Nr. 8, 1929 erworben, 1949 an die Elk River Coal & Lumber Company verkauft.                                                                                             |
| 35                        | Baldwin Locomotive Works    | 2-8-2 Mikado        |      | Februar 1922   | 55568        | Ehem. Sewell Valley Railroad Nr. 10. 1929 erworben, 1948 zur Verschrottung verkauft. |
| 45                        |                             | 2-8-0 Consolidation |      | 1892           |              | |
| 40                        | American Locomotive Company | 2-8-2 Mikado        |      | August 1920    | 61858        | Ehem. Portland, Astoria and Pacific Railroad Nr. 100, ehem. Minarets and Western Railway Nr. 101, 1935 erworben, 1977 an die Valley Railroad (Connecticut) verkauft und ist dort seither in Betrieb. |
| 50                        | Baldwin Locomotive Works    | 2-8-2 Mikado        |      | 1918           |              | Ehem. Kanawha, Glen Jean and Eastern Railroad Nr. 302, 1941 erworben, 1947 verschrottet. |
| Diesellokomotiven aktuell |                             |                     |      |                |              | |
| 205                       | Electro-Motive Diesel       | GP7                 | 1119 | Oktober 1651   | 14572        | Neu erworben. |
| 300                       | Electro-Motive Diesel       | GP18                | 1340 | August 1963    | 28357        | Neu erworben. |
| 400                       | Electro-Motive Diesel       | GP38                | 1490 | Juni 1968      | 34029        | Neu erworben. |
| 405                       | Electro-Motive Diesel       | GP38                | 1490 | Januar 1967    | 31949        | Ehem. Erie Mining Company Nr. 700. |
| 5830                      | Electro-Motive Diesel       | GP38-2              | 1490 | September 1980 | 786251-17    | Ehem. Southern Railway Nr. 7033, ehem. Norfolk Southern Railway Nr. 5830. |
| [ 4 ] [ 5 ] [ 6 ] [ 7 ]   |                             |                     |      |                |              | |